# Гульче (присілок)
Гульче (пол. Hulcze-osada) — осада (селище) у Польщі, у Люблінському воєводстві Грубешівського повіту, ґміни Долгобичув.
| Польща | Це незавершена стаття з географії Польщі. Ви можете допомогти проєкту, виправивши або дописавши її. |